# Olympische Sommerspiele 1936/Leichtathletik – Hochsprung (Frauen)

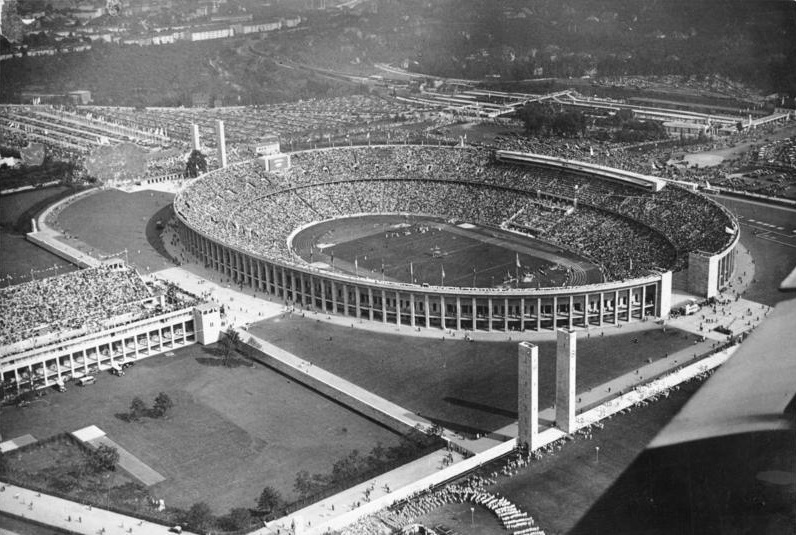
Das Olympiastadion in Berlin

Der Hochsprung der Frauen bei den Olympischen Spielen 1936 in Berlin wurde am 9. August 1936 im Olympiastadion Berlin ausgetragen. Siebzehn Athletinnen nahmen teil.
Olympiasiegerin wurde die Ungarin Ibolya Csák vor der Britin Dorothy Odam und der Deutschen Elfriede Kaun.

## Bestehende Rekorde
| Weltrekord         | 1,65 m | Jean Shiley ( USA)       | Finale OS Los Angeles, USA | 7. August 1932 |
| Weltrekord         | 1,65 m | Mildred Didrikson ( USA) | Finale OS Los Angeles, USA | 7. August 1932 |
| Olympischer Rekord | 1,65 m | Jean Shiley ( USA)       | Finale OS Los Angeles, USA | 7. August 1932 |
| Olympischer Rekord | 1,65 m | Mildred Didrikson ( USA) | Finale OS Los Angeles, USA | 7. August 1932 |

Der bestehende olympische Rekord wurde hier in Berlin nicht erreicht.

## Sport im Zeichen des Nationalsozialismus
Ein besonderes Kapitel war der Umgang der deutschen Sportverbände mit seinen jüdischen Sportlern. Dies wird besonders deutlich am Beispiel der Hochspringerin Gretel Bergmann. Ihr wurden immer wieder schon in den Vorjahren Steine in den Weg gelegt, um ihren Sport ausüben zu können. Dennoch gelang ihr im Olympiajahr mit 1,60 m die Einstellung des deutschen Rekords. Aber das nationalsozialistische Regime sorgte dafür, dass sie bei den Deutschen Meisterschaften 1936 nicht teilnehmen durfte. Für die Olympischen Spiele wurde sie erst recht nicht nominiert. Sie emigrierte bald darauf in die Vereinigten Staaten, wo sie noch zwei Jahre lang ihren Sport sehr erfolgreich ausübte.

## Intersexualität bei Frauenwettbewerben

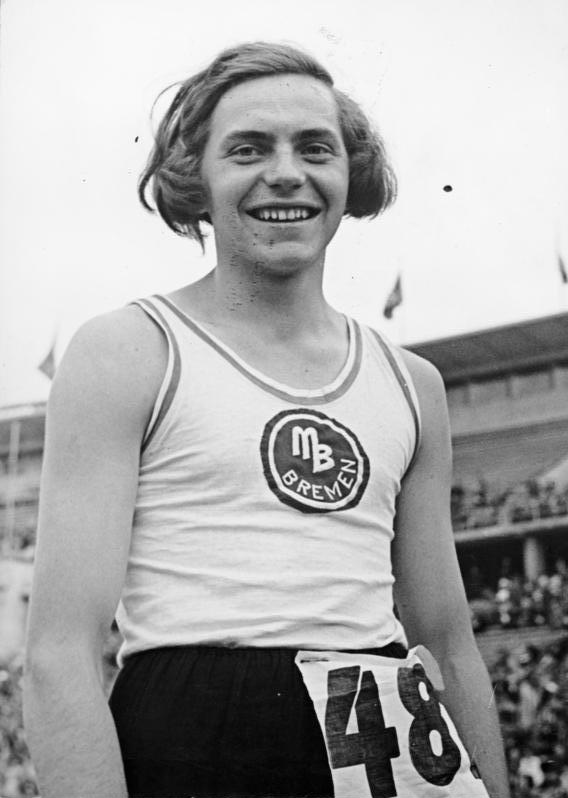
Heinrich Ratjen, am Start als Dora Ratjen und zunächst auf Platz vier gewertet, wurde nachträglich disqualifiziert, weil es sich um einen Mann handelte

Auch 1936 war die Problematik der Intersexualität bei Frauenwettbewerben bereits durchaus aktuell. Im Rennen über 100 Meter stellte sich die Frage nach der Geschlechterrolle. Betroffen war Stanisława Walasiewicz, 1932 Olympiasiegerin und hier in Berlin Silbermedaillengewinnerin. Sie wurde 1980 in Cleveland bei einem Raubüberfall, in den sie zufällig hineingeraten war, erschossen. Die nachfolgende Obduktion ergab, dass sie männliche Geschlechtsorgane hatte und sie intersexuell war. Dies hatte jedoch keine offiziellen Auswirkungen auf ihre sportlichen Resultate.
Im Hochsprung belegte Heinrich Ratjen, angetreten als Frau unter dem Namen Dora Ratjen, zunächst den vierten Platz. Zwei Jahre darauf wurden offiziell alle ihre/seine Resultate annulliert, nachdem sich herausgestellt hatte, dass Heinrich Ratjen ein Mann war.

## Durchführung des Wettbewerbs
Der Hochsprung wurde am 9. August mit allen Teilnehmerinnen gemeinsam durchgeführt. Die aufgelegten Sprunghöhen sind der Tabelle unten zu entnehmen.

## Legende
Kurze Übersicht zur Bedeutung der Symbolik – so üblicherweise auch in sonstigen Veröffentlichungen verwendet:
| o | übersprungen |
| – | verzichtet   |
| x | ungültig     |

## Wettbewerbsverlauf und Resultat
9. August 1936, 15;00 Uhr

Wetterbedingungen: sonnig, 21–22 °C, Windgeschwindigkeit 1,3–1,6 m/s
| Platz | Name               | Nation          | 1,30 m | 1,40 m | 1,50 m | 1,55 m | 1,58 m | 1,60 m | 1,62 m | Endresultat | Anmerkung                                                    |
| ----- | ------------------ | --------------- | ------ | ------ | ------ | ------ | ------ | ------ | ------ | ----------- | ------------------------------------------------------------ |
| 1     | Ibolya Csák        | Ungarn          | o      | o      | o      | o      | o      | xo     | xxx    | 1,60 m      | 1,62 m im Stechen mit Dorothy Odam und Elfriede Kaun         |
| 2     | Dorothy Odam       | Großbritannien  | –      | o      | o      | o      | o      | xo     | xxx    | 1,60 m      | 1,60 m im Stechen mit Ibolya Csák und Elfriede Kaun          |
| 3     | Elfriede Kaun      | Deutsches Reich | –      | o      | o      | o      | xxo    | xxo    | xxx    | 1,60 m      | ogV im Stechen mit Ibolya Csák und Dorothy Odam              |
| 4     | Marguerite Nicolas | Frankreich      | –      | o      | o      | xxo    | xxo    | xxx    |        | 1,58 m      |                                                              |
| 5     | Fanny Koen         | Niederlande     | o      | o      | o      | o      | xxx    |        |        | 1,55 m      |                                                              |
| 5     | Annette Rogers     | USA             | o      | o      | o      | o      | xxx    |        |        | 1,55 m      |                                                              |
| 5     | Doris Carter       | Australien      | o      | –      | xo     | xxo    | xxx    |        |        | 1,55 m      |                                                              |
| 8     | Alice Arden        | USA             | o      | o      | o      | xxx    |        |        |        | 1,50 m      |                                                              |
| 8     | Kathlyn Kelley     | USA             | o      | o      | o      | xxx    |        |        |        | 1,50 m      |                                                              |
| 8     | Margaret Bell      | Kanada          | o      | o      | xo     | xxx    |        |        |        | 1,50 m      |                                                              |
| 8     | Wanda Nowak        | Österreich      | o      | o      | xo     | xxx    |        |        |        | 1,50 m      |                                                              |
| 8     | Nellie Carrington  | Großbritannien  | –      | o      | xxo    | xxx    |        |        |        | 1,50 m      |                                                              |
| 13    | Catherine Stevens  | Belgien         | o      | o      | xxx    |        |        |        |        | 1,40 m      |                                                              |
| 13    | Jantina Koopmans   | Niederlande     | o      | xo     | xxx    |        |        |        |        | 1,40 m      |                                                              |
| 13    | Junko Nishida      | Japan           | o      | xxo    | xxx    |        |        |        |        | 1,40 m      |                                                              |
| 16    | Irja Lipasti       | Finnland        | xxo    | xxx    |        |        |        |        |        | 1,30 m      |                                                              |
| DSQ   | Dora Ratjen        | Deutsches Reich | –      | o      | o      | xo     | o      | xxx    |        | 1,58 m      | Dora Ratjen hieß eigentlich Heinrich Ratjen und war ein Mann |

Favoritin auf den Sieg war vor allem die Britin Dorothy Odam, spätere Dorothy Tyler, die vor den Spielen 1,65 m übersprungen hatte, was eigentlich die Einstellung des Weltrekordes bedeutet hätte. Aber ihre Leistung wurde offiziell nicht anerkannt.
Der Olympiasieg wurde im Stichkampf ermittelt, nachdem drei Springerinnen genau jene 1,60 m bewältigt hatten, welche die nicht nominierte Gretel Bergmann vor den Spielen übersprungen hatte – s.o. Die Ungarin Ibolya Csák übersprang dabei als einzige 1,62 m. Dorothy Odam gewann Silber und Bronze ging an die Deutsche Meisterin Elfriede Kaun. Der olympische Rekord von 1,65 m, aufgestellt durch Jean Shiley und Mildred Didrikson bei den vorangegangenen Spielen wurde nicht erreicht.
Ibolya Csák errang die erste ungarische Goldmedaille einer Frau in der Leichtathletik.

Dorothy Odam und Elfriede Kaun gewannen die ersten Medaillen ihrer Länder im Hochsprung der Frauen.

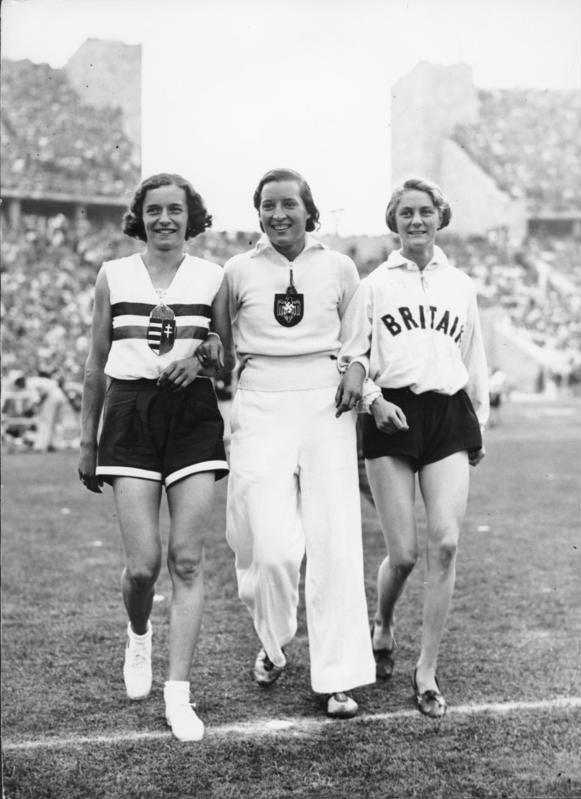
Die Medaillengewinnerinnen (v. l. n. r.): Ibolya Csák, Elfriede Kaun, Dorothy Odam
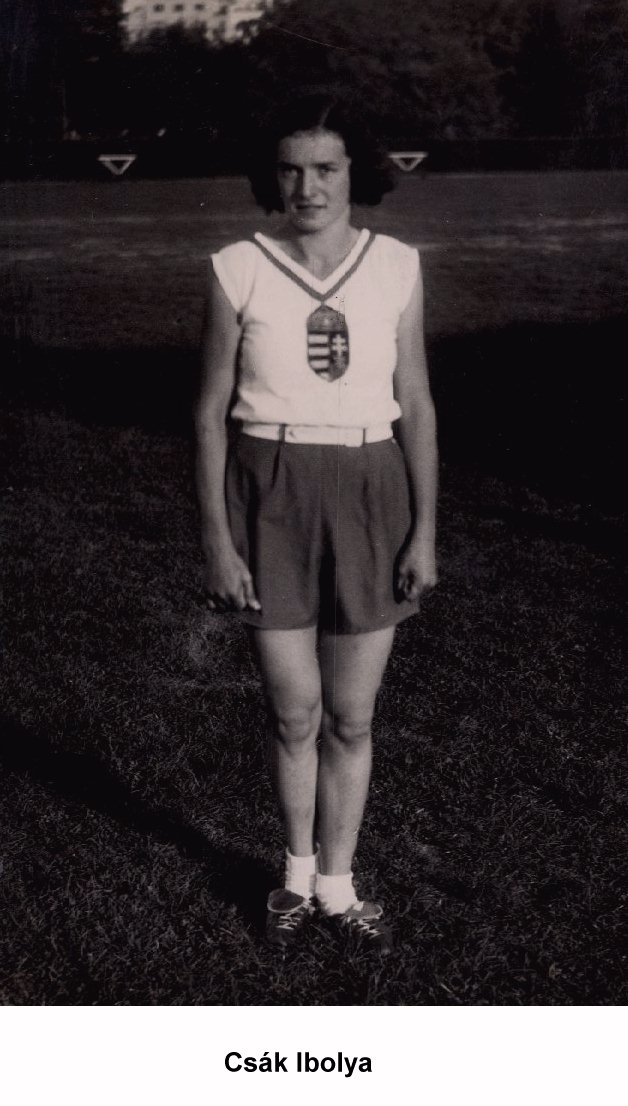
Olympiasiegerin Ibolya Csák
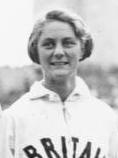
Silbermedaillengewinnerin Dorothy Odam
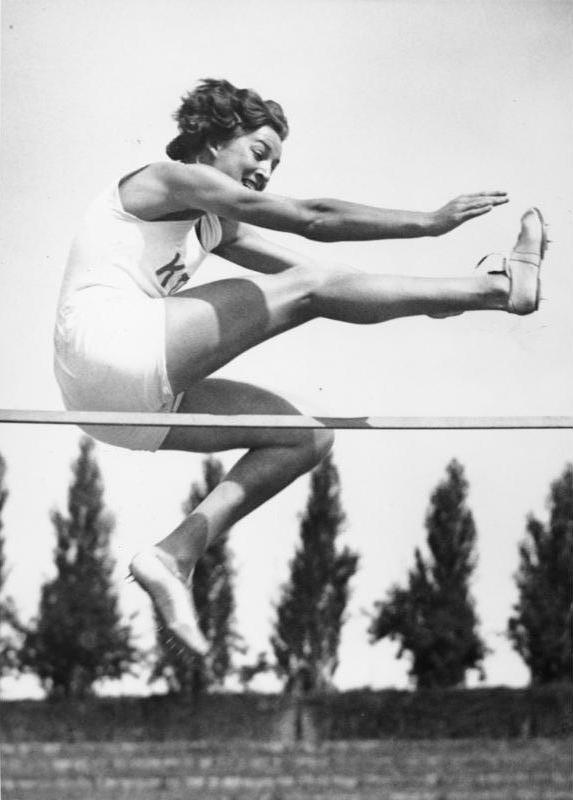
Elfriede Kaun gewann Bronze
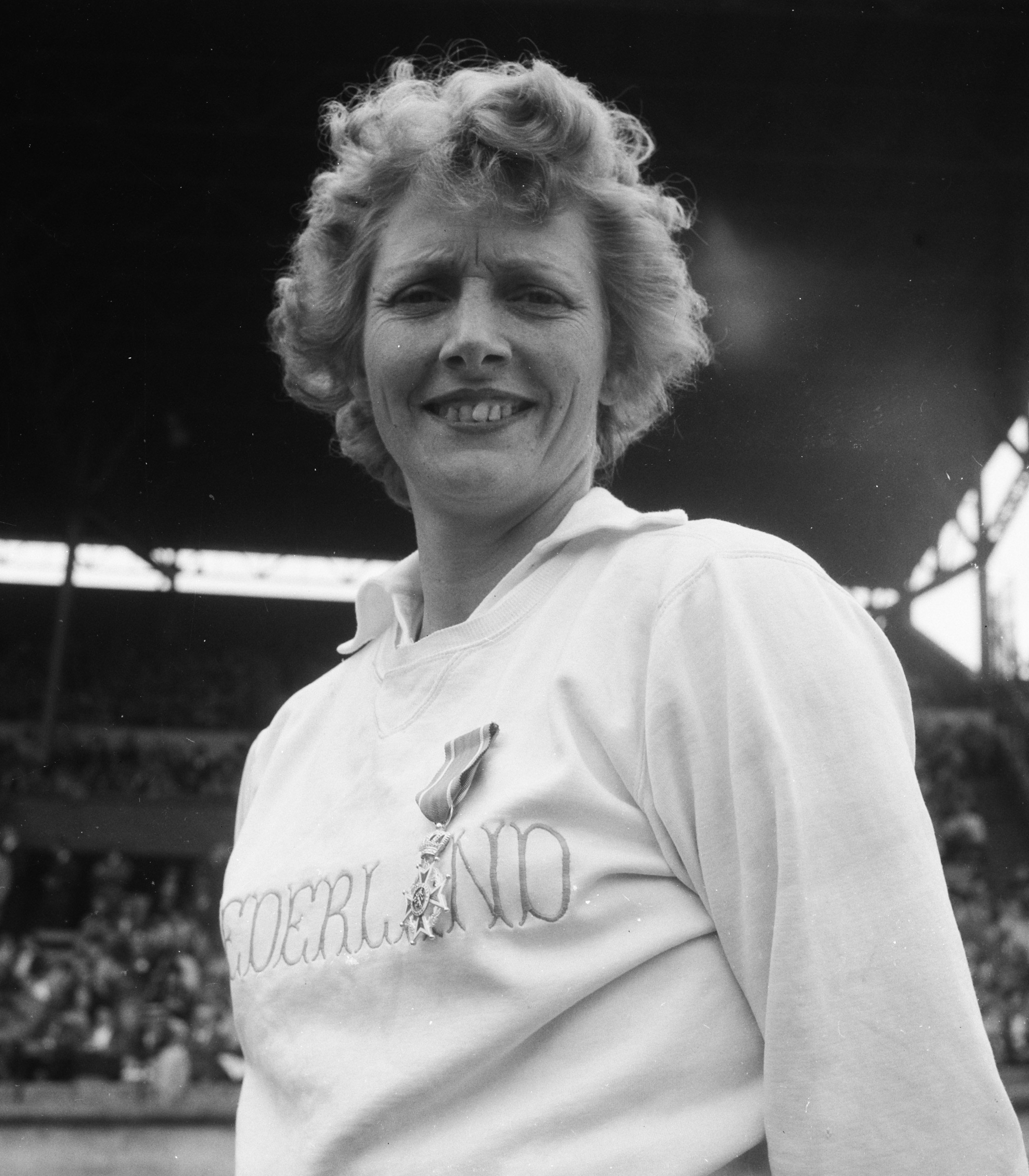
Fanny Koen – 1948 als Fanny Blankers mit vier Goldmedaillen großer Star der Spiele von London – belegte Rang fünf
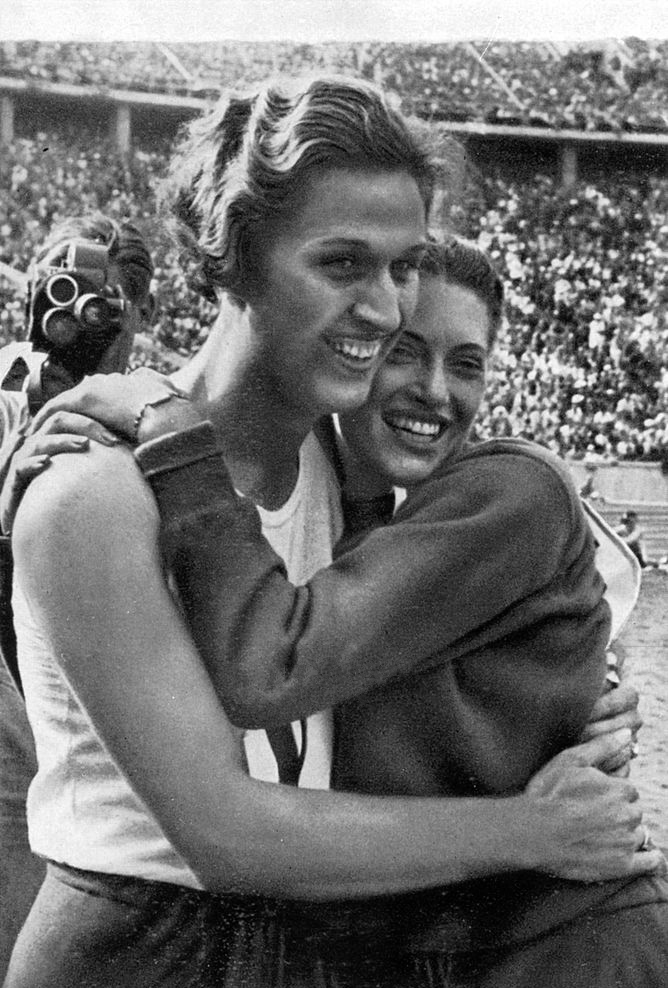
Alice Arden (rechts, hier mit Helen Stephens, der 100-Meter-Olympiasiegerin) kam auf den geteilten achten Platz

## Video
- 1936, High Jump, Women, Olympic Games, Berlin, youtube.com, abgerufen am 19. Juli 2021
- Berlin 1936 - Olympics - Olympia - Athletics - Leichtathletik - Footage 2, Bereich 2:59 min bis 3:35 min, youtube.com, abgerufen am 19. Juli